# Покотылькы (река, впадает в Верхнее Чёртово озеро)
Покотылькы (в верховье Варкы-Покотылькы; устар. Покотыль-Кы) — река в России, протекает по территории Ямало-Ненецкого автономного округа. Впадает в озеро Верхнее Чёртово. Длина реки составляет 106 км, площадь бассейна — 886 км². Протекает через озёра Варкы-Покотылькыто, Кыпа-Покотылькыто, сообщается протоками с озёрами Нумто и Ямбто. В среднем течении находится Северо-Харампурское нефтегазоконденсатное месторождение.

## Притоки
- Ямбтояха (лв)
- 28 км: Лымбадкикке (пр)
- 32 км: Сихарейяха (пр)
- 58 км: Пендаяха (пр)
- 59 км: Вылысъяха (пр)
- 65 км: Кыпа-Покотылькы (лв)
- 77 км: Камэрсэйяха (пр)

## Данные водного реестра
По данным государственного водного реестра России относится к Нижнеобскому бассейновому округу, водохозяйственный участок реки — Таз. Речной бассейн реки — Таз.
Код объекта в государственном водном реестре — 15050000112115300066939.